# Eskobar (album)
 (janvier 2018).
Albums de Eskobar
A Thousand Last Chances
(2004) Death in Athens
(2008)
Singles
1. Persona Gone Missing
Sortie : 5 avril 2006
2. Whatever This Town
Sortie : 27 décembre 2006

Eskobar est le titre éponyme du quatrième album du groupe de rock suédois Eskobar, sorti en 2006 sous le label Gibulchi Records.

## Liste des titres
Toutes les chansons sont écrites et composées par Eskobar.
| 1.    | The Art of Letting Go | 3:46 |
| 2.    | By Your Side          | 3:24 |
| 3.    | Persona Gone Missing  | 4:26 |
| 4.    | Some of Us Got Paid   | 4:11 |
| 5.    | Whatever This Town    | 3:13 |
| 6.    | Heads of the Gods     | 3:37 |
| 7.    | Devil Keeps Me Moving | 4:06 |
| 8.    | When You're Gone      | 4:07 |
| 9.    | Immortality           | 3:30 |
| 10.   | Champagne             | 2:56 |
|       | 'Vidéo'               |      |
| 11.   | Persona Gone Missing  | 4:25 |
| 37:15 |                       |      |